# Падурени (Тритениј Де Жос)
Падурени (рум. Pădureni) насеље је у Румунији у округу Клуж у општини Тритениј Де Жос. Oпштина се налази на надморској висини од 350 m.

## Становништво
Према подацима из 2002. године у насељу је живело 1369 становника, од којих су сви румунске националности.